# Meritites I
Meritites I (Mrj.t jt=s, "estimada del seu pare") va ser una reina egípcia de la IV Dinastia. El seu nom significa "Estimada del seu pare". Va ser l'esposa de Kheops. Diversos dels seus títols són coneguts per una estela trobada a Guiza. Va ser enterrada a la piràmide central de la reina a Guiza (piràmide G1-b).

## Biografia
Meritites era filla del rei Snefru i d'una consort de nom desconegut. Meritites es va casar amb el seu germà o mig-germà, el rei Khufu (més conegut pel seu nom en grec Kheops). Era la mare del príncep hereu Kawab i, possiblement Djedefre. Tant la reina Hetepheres II com el faraó Khafren també han estat suggerits com a fills de Meretites I i Khufu, i és possible que Meritites II fos filla també de Meritites I.
Auguste Mariette va registrar una estela a Guiza on es diu que Meritites és la favorita tant de Sneferu com de Khufu:
L'esposa de Rei, la seva estimada, devota d'Horus, Mertitites. L'esposa de Ring, la seva estimada, Mertitites; estimada del favorit de les dues deesses; ella que diu qualsevol cosa i es fa per ella. Genial a favor de Snefr [u]; gran a favor de Khuf [u], devot d'Horus, honorat sota Khafre. Merti [tit] es.
Meritites tenia els títols de: Gran del Ceptre hetes de Khufu (wrt-hetes-nt-khwfw), Gran dels Ceptres hetes de Snefru (wrt-hetes-nt-snfrw), Esposa del Rei, la Seva Estimada (hmt-nisw meryt.f), Assistent d'Horus (kht-hrw) i Consort i Estimad de les Dames (sm3yt-mry-nbty).

## Piràmide
| mr · r | t · t · f | s |

| mr · r | t · t · f | s |

Es creu que la piràmide G1-b és la tomba dels Meritites. Les piràmides de la reina sovint es construïen al sud de la piràmide del rei, però una pedrera situada al sud de la piràmide de Khufu va fer que la ubicació de les piràmides més petites es desplacés cap a l'est. Reisner va situar la construcció de la piràmide de Meritites cap a l'any 15 del regnat de Khufu. La construcció de la seva piràmide hauria començat poc després de la construcció de la piràmide G1-a. Les piràmides de la reina formen part del Camp Est de Guiza, que també inclou algunes mastabes reials.
La piràmide G1-a (la més septentrional de les tres petites piràmides a l'est de la Gran Piràmide de Guiza) es va pensar al principi que era la que pertanyia a Meritites, però avui es considera que pertanyia a la mare de Khufu, Hetepheres I. La piràmide G1-b tenia un petit temple mortuori i un pou de vaixells associats. Tanmateix, no es va trobar cap vaixell a la fossa tallada en roca. El temple mortuori estava decorat amb escenes. Durant les excavacions es van recuperar fragments de relleu d’una porta i paret falsa. El seu títol de reina es va conservar en un fragment que ara es troba al Museu de Belles Arts de Boston (27.1321). Altres fragments inclouen parts d’una llista d’ofrenes, homes que ofereixen ofrenes i animals i un vaixell que estan remant.